# Servitenkirche (Innsbruck)

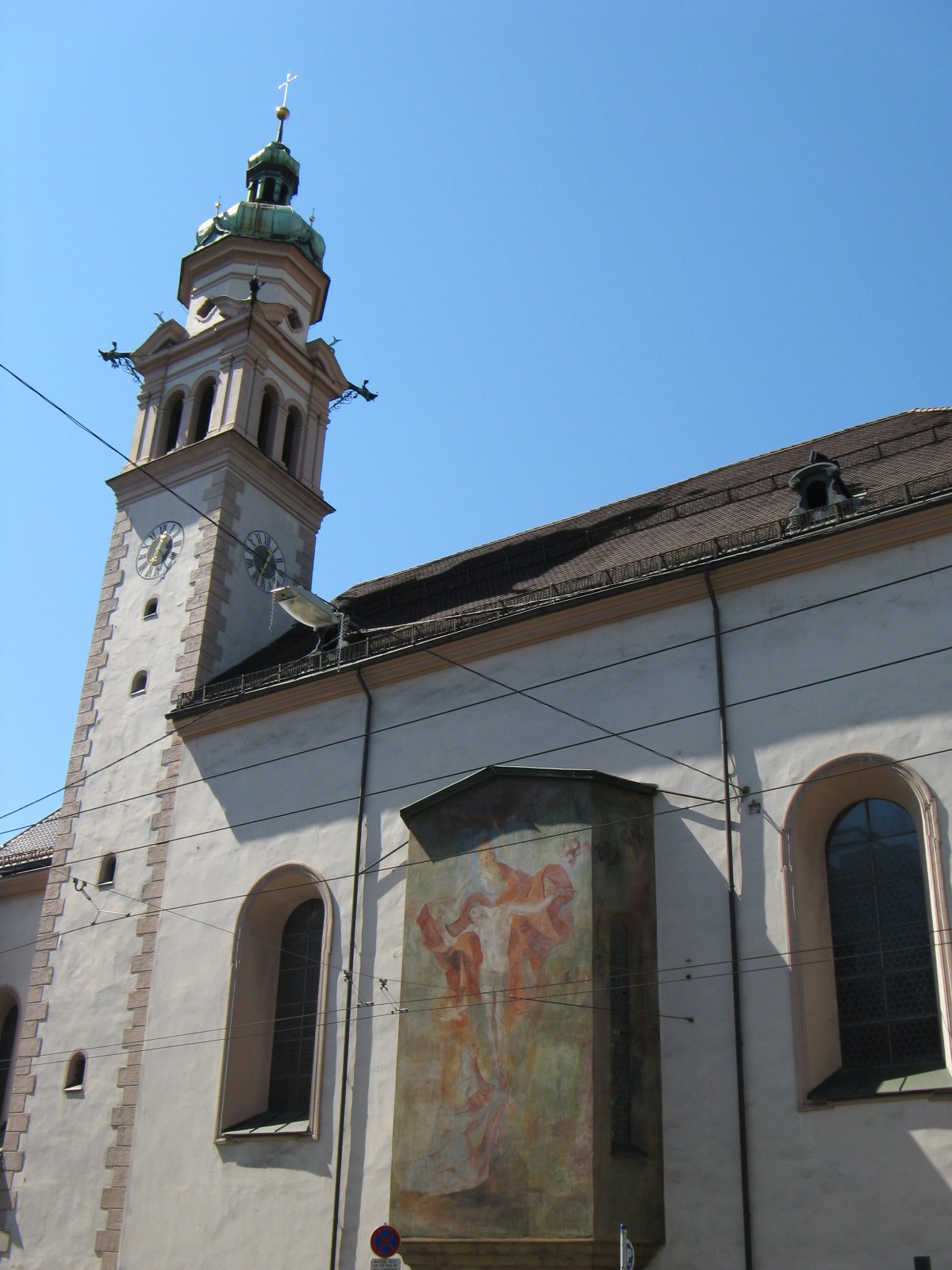
Servitenkirche

Die Servitenkirche zum hl. Josef mit angeschlossenem Kloster der Serviten ist eine Kirche in der Maria-Theresien-Straße in Innsbruck.

## Geschichte
Die Gründung fiel in die Jahre 1613 bis 1616, das Kloster wurde von der Witwe Erzherzog Ferdinands II., Anna Caterina Gonzaga von Mantua, 1614 gestiftet. Die Blüte des Klosters fällt ins 17. Jahrhundert dank der Förderung durch die Habsburger. Der Erstbau des Klosters und der Kirche brannte bereits 1620 ab, wobei alles zerstört wurde. 
1626 wurde die Kirche geweiht. Der Hochaltar wurde 1628 von Erzherzog Leopold V. in Auftrag gegeben und vom Trentiner Bildhauer und Stuckateur Matthias Carneri geschaffen. Spätere Vergrößerungen betrafen die Seitenkapelle 1722 und Peregrini-Kapelle 1731, der heutige Turmabschluss wurde im Jahr 1899 durch Johann Wunibald Deininger errichtet. Am 3. November 1938 hob das nationalsozialistische Regime das Kloster als erstes in Innsbruck auf. Bei einem Luftangriff am 15. Dezember 1943 wurde das Gebäude stark zerstört. Nach 1945 erfolgte der Wiederaufbau, der Orden kehrte zurück und betreut seit 1947 die neugeschaffene Pfarre St. Josef. In den Jahren 1968 und 1990 fanden Renovierungen statt.

## Beschreibung
Die Kirche ist ein einfacher Langbau parallel zur Straße mit eingezogenem Chor, barockem Südturm und einem vortretenden Kapellenerker. Drei dreijochige Saalraum ist mit einer Stichkappentonne über schlanken Stuckmarmorpilastern bedeckt. Das Deckengemälde und das Fresko des Gnadenstuhls an der Außenwand des Kapellenerkers wurden 1947 bzw. 1953 von Hans Andre geschaffen. Die Walcker-Orgel stammt aus dem Jahr 1976.

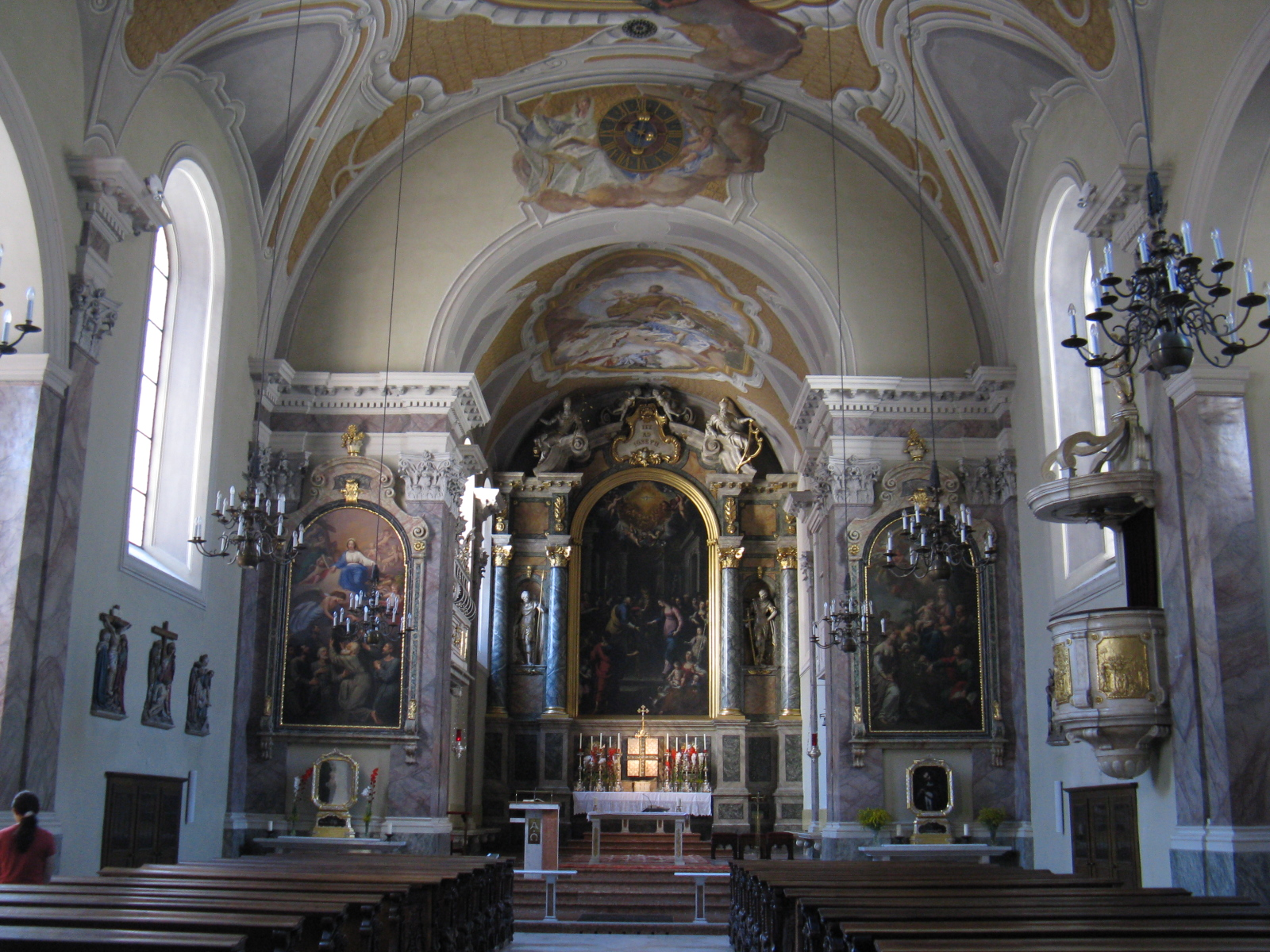
Altarraum
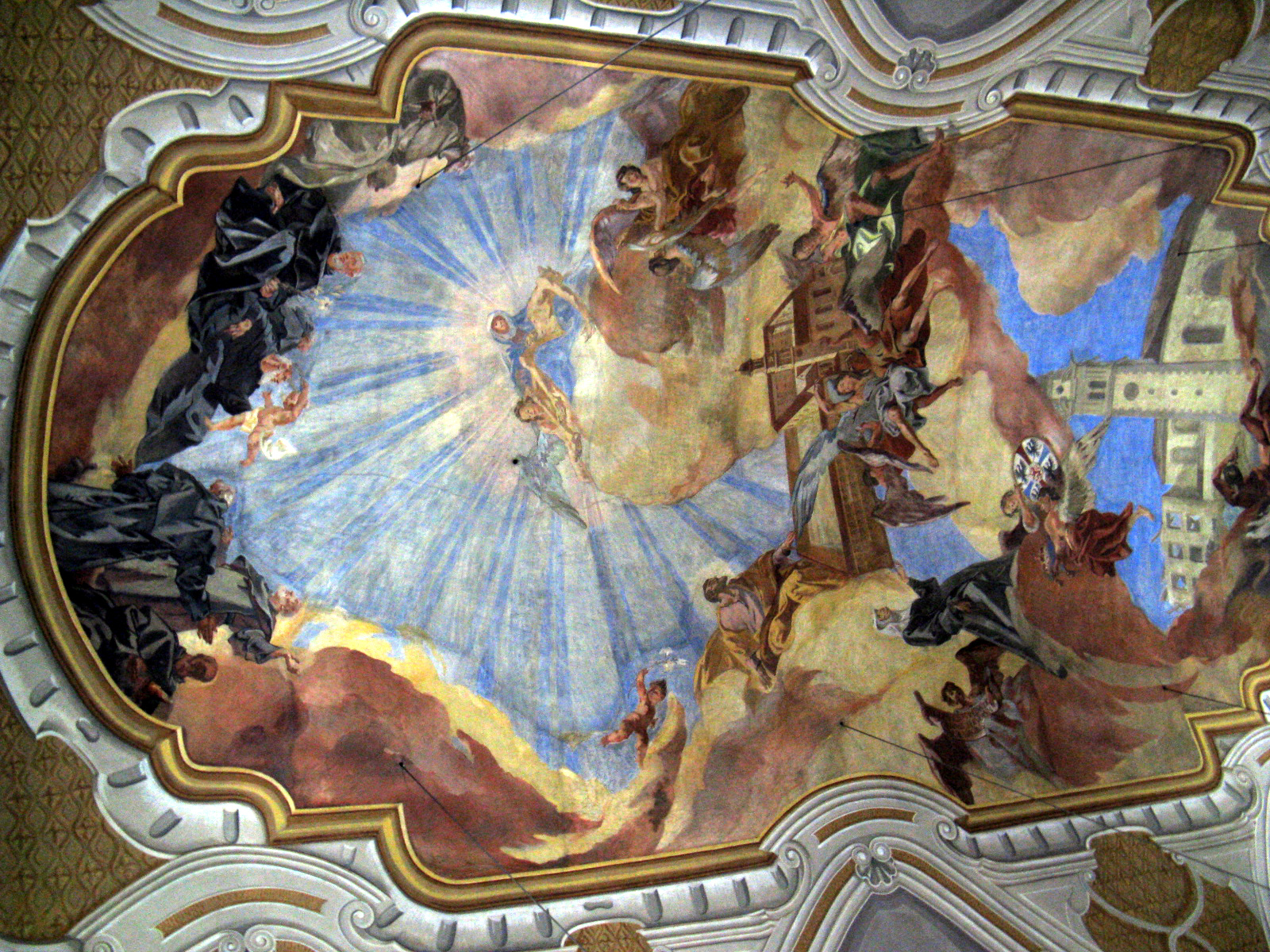
Deckenfresko
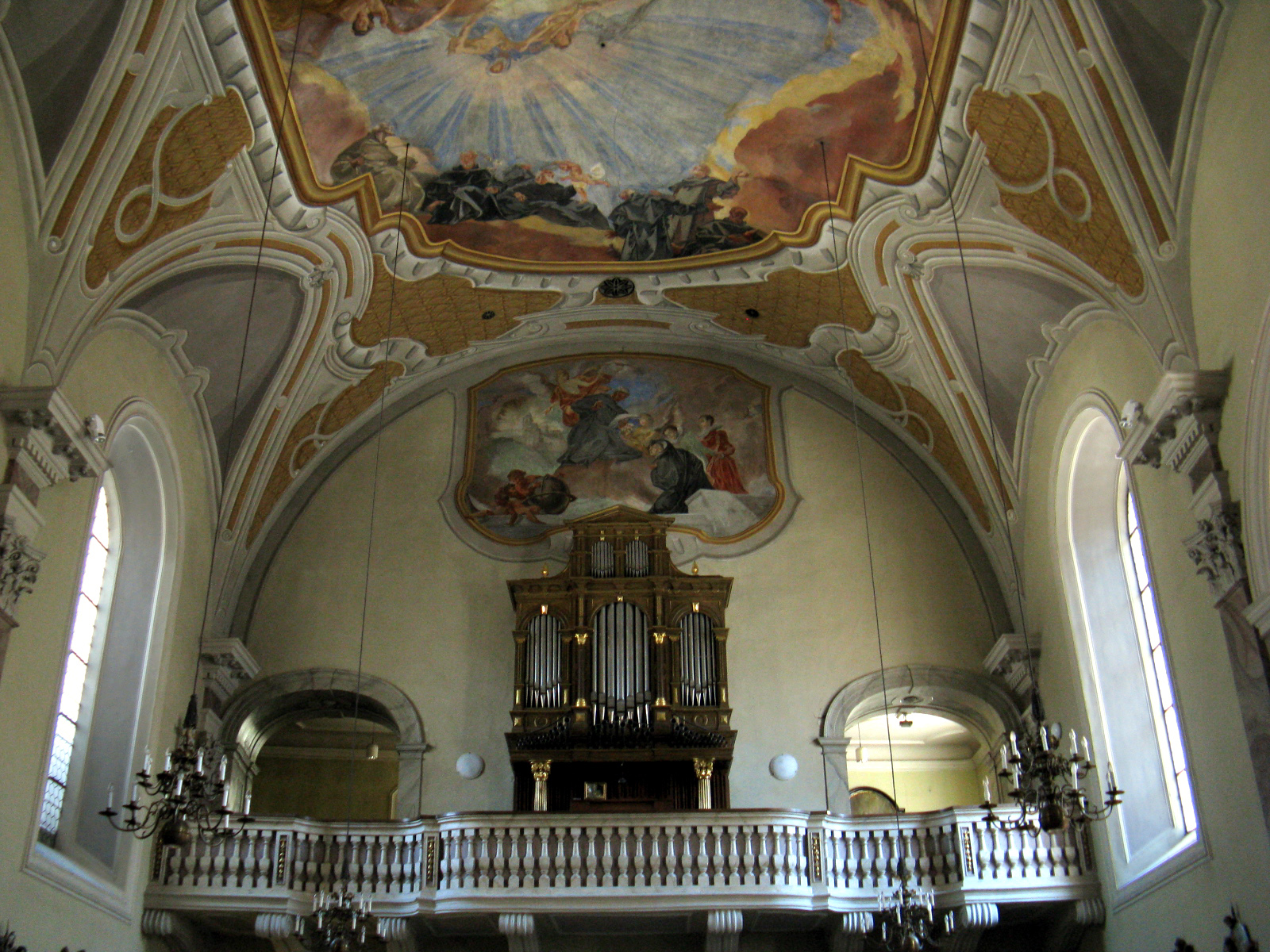
Orgel